# The Mamas
The Mamas – szwedzki zespół muzyczny założony w 2019. Zwycięzca Melodifestivalen 2020.

## Historia zespołu
W skład zespołu wchodzą Ashley Haynes (ur. 19 stycznia 1987 w Waszyngtonie), Loulou Lamotte (ur. 16 kwietnia 1981 w Malmö) i Dinah Yonas Manna (ur. 5 września 1981 w Sztokholmie). Jedna z założycielek zespołu, Paris Renita, opuściła grupę w roku jej powstania.

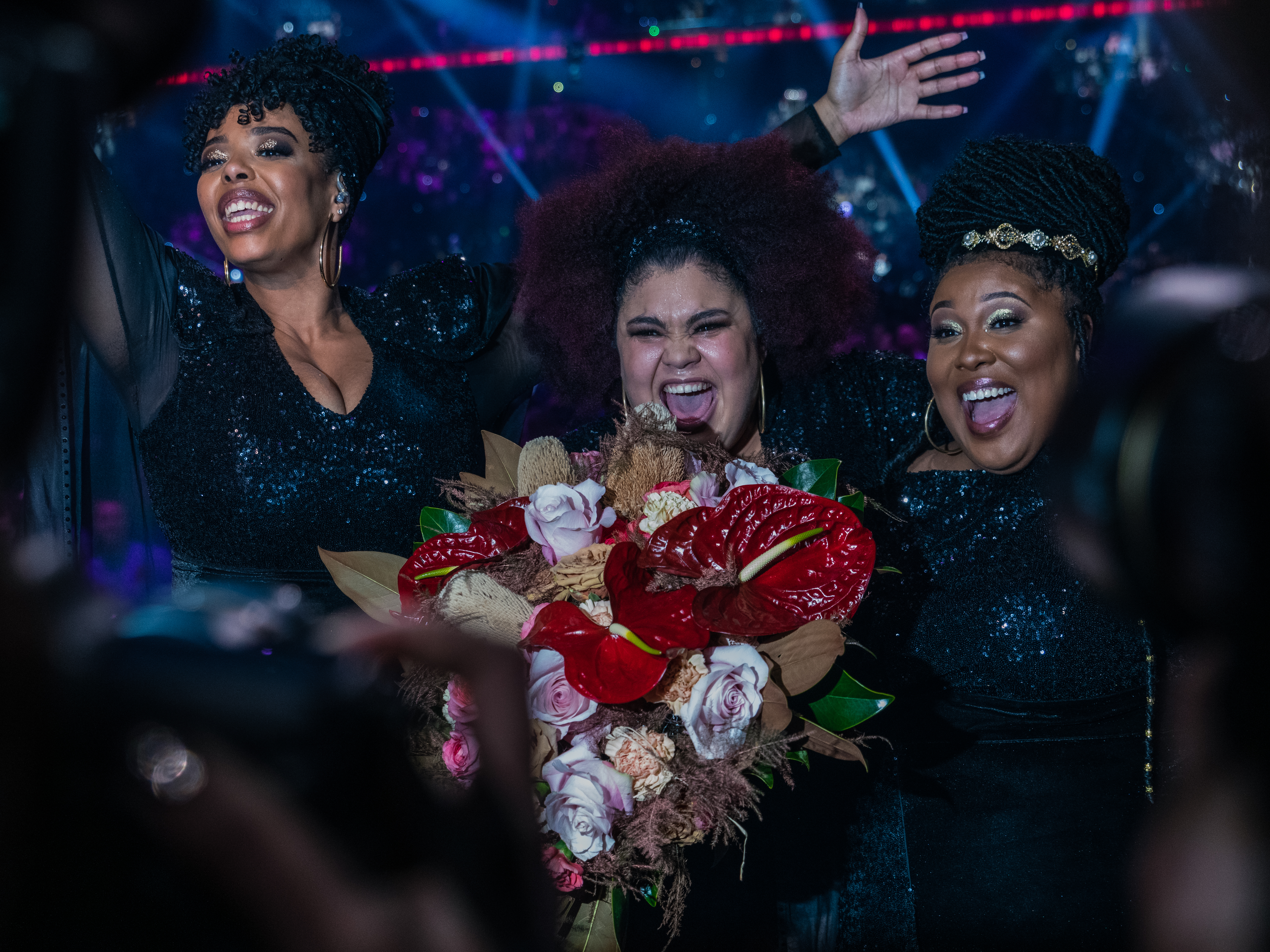
The Mamas po zwycięstwie w Melodifestivalen 2020

Jako czteroosobowy zespół stanowiły wokal wspierający dla Johna Lundvika uczestniczącego w Melodifestivalen 2019 z utworem „Too Late for Love”, który wygrał konkurs, dzięki czemu reprezentował Szwecję w 64. Konkursie Piosenki Eurowizji w Tel Awiwie. Podczas eurowizyjnego finału, w którym także wspierały go wokalistki zespołu The Mamas, zajął piąte miejsce.
Pod koniec 2019 ogłoszono, że The Mamas (już bez Paris Renity) powrócą do Melodifestivalen 2020, tym razem z własnym utworem „Move”, który napisali Melanie Wehbe, Patrik Jean oraz Herman Gardarfve. W lutym 2020 wokalistki w pierwszym półfinale konkursu i, zdobywając pierwsze miejsce z liczbą 86 punktów oraz 1 370 798 głosów, zakwalifikowały się bezpośrednio do finału, który odbył się 7 marca we Friends Arena w Solnie. Tam w ostatecznej klasyfikacji również zajęły pierwsze miejsce i wygrały konkurs, zdobywając 65 punktów od jurorów oraz 72 punkty od widzów, którzy oddali na nie 1 610 446 głosów. Rezultat łącznej liczby 137 punktów pozwolił wyprzedzić laureatkę drugiego miejsca Dotter o zaledwie jeden punkt. Dzięki zwycięstwu w Melodifestivalen zostały ogłoszone reprezentantkami Szwecji w 65. Konkursie Piosenki Eurowizji w Rotterdamie. 18 marca poinformowano o odwołaniu konkursu z powodu pandemii koronawirusa. Singel „Move” dotarł natomiast na sam szczyt zestawienia oficjalnej szwedzkiej listy sprzedaży, otrzymując status złotej płyty. 8 maja tego samego roku wystąpiły w projekcie Eurovision Home Concerts, w którym wykonały „Move” i cover kompozycji „Toy” izraelskiej piosenkarki Netty. Tydzień później wydały singel „Let It Be”.
Na początku grudnia 2020 zostały ogłoszone uczestniczkami Melodifestivalen 2021 z piosenką „In The Middle”. 13 marca wystąpiły w finale konkursu i zajęły ostatecznie 3. miejsce.

## Single
| Rok       | Tytuł                                             | Pozycja na liście | Album                     |
| Rok       | Tytuł                                             | SWE               | Album                     |
| --------- | ------------------------------------------------- | ----------------- | ------------------------- |
| 2020      | „Move”                                            | 1                 | –                         |
| 2020      | „Let It Be”                                       | –                 | Tommorow Is Waiting       |
| 2020      | „Touch the Sky”                                   | –                 | Tommorow Is Waiting       |
| 2020      | „A Christmas Night to Remember”                   | 88                | All I Want for December   |
| 2021      | „In the Middle”                                   | 9                 | –                         |
| 2021      | „Itsy Bitsy Teenie Weenie Yellow Polkadot Bikini” | –                 | –                         |
| 2021      | „Sun Goes Down”                                   | –                 | Won't Let the Sun Go Down |
| 2021      | „Say So”                                          | –                 | Won't Let the Sun Go Down |
| 2021      | „Just a Little”                                   | –                 | Won't Let the Sun Go Down |
| 2021      | „Don't Kill the Groove”                           | ––                | Won't Let the Sun Go Down |
| Gościnnie |                                                   |                   |                           |
| 2019      | „Too Late for Love” (John Lundvik)                | 1                 | My Turn                   |